# Rupt-aux-Nonains
Rupt-aux-Nonains é uma comuna francesa na região administrativa de Grande Leste, no departamento de Meuse. Estende-se por uma área de 20,4 km². Em 2010 a comuna tinha 378 habitantes (densidade: 18,5 hab./km²).